# Wii U Pro Controller

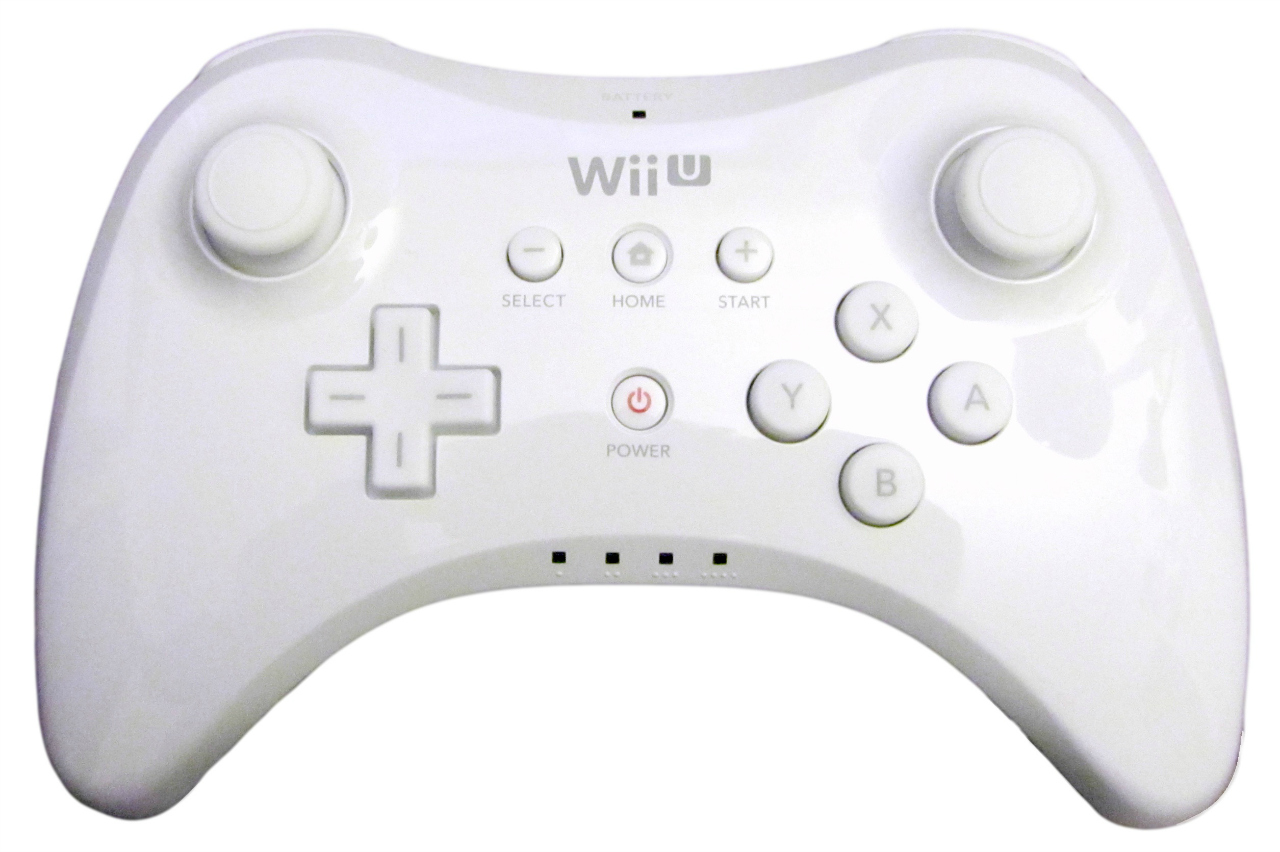
Wii U Pro Controller in Weiß

Der Wii U Pro Controller ist ein Gamepad des japanischen Spielkonsolenherstellers Nintendo, der für den Einsatz in Verbindung mit der Wii U gedacht ist. Er soll als alternativer Gamecontroller zu dem Wii U GamePad dienen und laut Nintendo in erster Linie Hardcore-Spieler ansprechen. Der Controller ist am 8. Dezember 2012 in Japan, 18. November 2012 in Nordamerika und 30. November 2012 in Europa und Australien erschienen (zusammen mit der Konsole).

## Übersicht
Es können bis zu vier Wii U Pro Controller an einer Wii U angeschlossen werden. Die Verbindung erfolgt drahtlos mittels Bluetooth. Der eingebaute Akku ist der gleiche wie bei der Handheld-Konsole Nintendo 3DS, leistet 1300 mAh und soll laut GameStop eine Akkulaufzeit von 80 Stunden aufweisen. Der Controller kann mittels einer Mini-USB-Buchse aufgeladen werden und ist in den Farben Weiß und Schwarz erhältlich. Er ist der Nachfolger der Wii Remote bzw. des Wii Classic Controller Pro der Wii und der Vorgänger der Joy-Con bzw. des Nintendo Switch Pro Controller der Nintendo Switch.